# Premislao I de Gran Polonia
Przemysł I (5 de junio de 1220/4 de junio de 1221 - 4 de junio de 1257), fue un miembro de la dinastía Piasta, y Duque de Gran Polonia desde 1239 hasta su muerte, desde 1241 con su hermano Boleslao el Piadoso como cogobernante. Consiguió recuperar amplias extensiones de la Gran Polonia, gobernando como Duque de Poznań y Gniezno desde 1247 y, tras varios conflictos hereditarios, como Duque de Poznań y Kalisz desde 1249, Duque único de Gran Polonia desde 1250, y Duque de Poznań desde 1253 hasta su muerte.
El numeral primus ("El Primero") le fue dado por la casi contemporánea Wielkopolska Crónica.

## Vida y gobierno
Era el primogénito del duque Wladyslaw Odonic y su esposa Jadwiga (Jadwiga), probablemente hija del duque Samborida Mestwin I de Pomerania, o un miembro de la dinastía Bohemia de los Premislidas  (suposición apoyada por el nombre dado a su hijo, el primer Piasta en llevarlo), o de la Casa de Andechs. El duque Władysław Odonic ordenó que se diera a su hijo una educación amplia; como atestigua la Wielkopolska, el joven Premislao era capaz de leer salmos latinos con facilidad.

### Principio de su gobierno

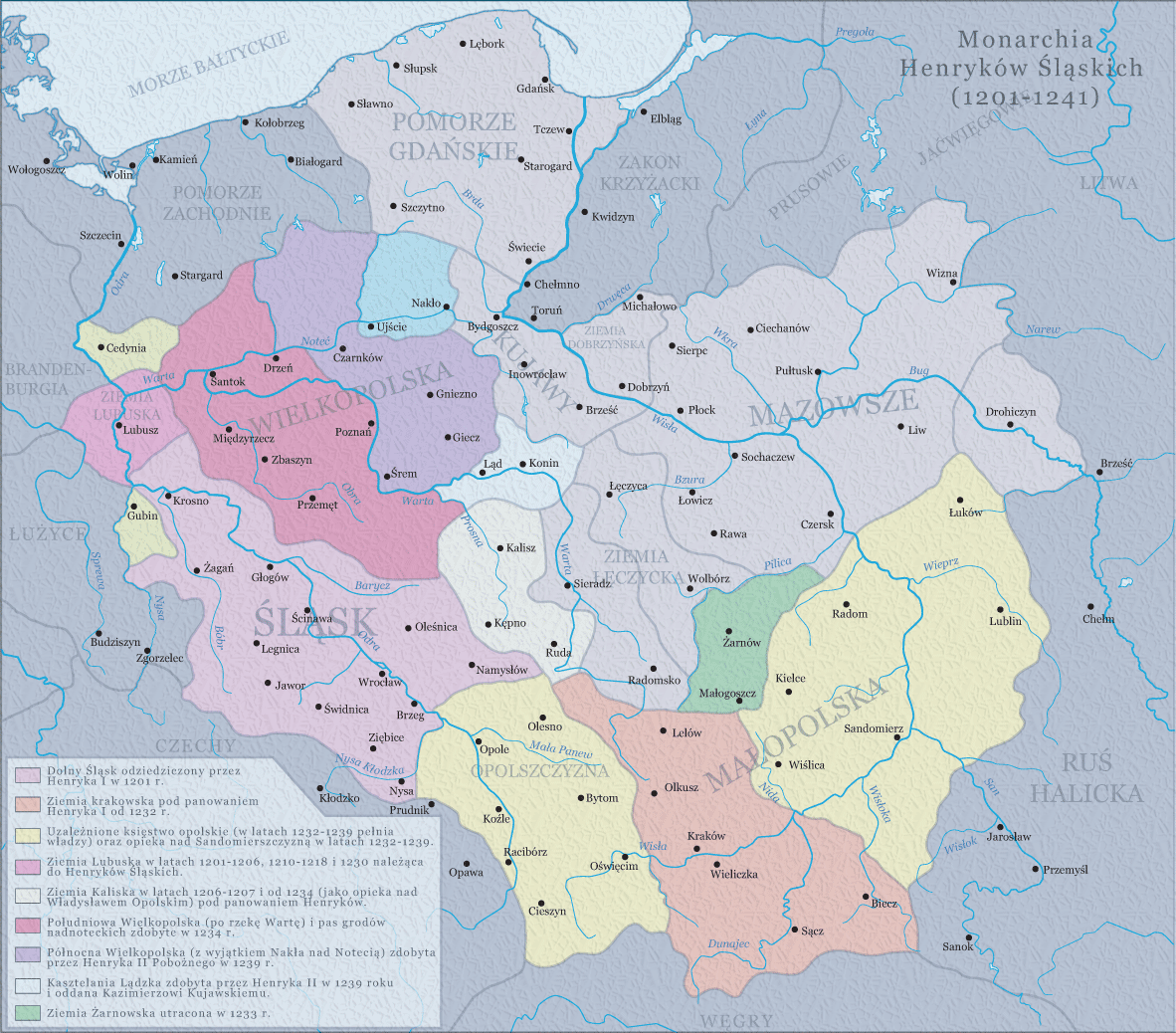
Ducados polacos bajo Enrique I y Enrique II 1201–1241

Premislao aparece por vez primera en los registros oficiales firmados por su padre a partir de 1232, y después de la muerte de Władysław Odonic el 5 de junio de 1239 comenzó su gobierno, durante la época de Fragmentación de Polonia (1138 - ca. 1314). Dos años más tarde (en 1241), Premislao aprobó a su hermano menor Boleslao como un cogobernante oficial, aunque esto fue una mera formalidad. En realidad Premislao reinó sólo.
El principado que heredó de su padre se componía del norte de Gran Polonia, incluyendo Ujście y Nakło (a pesar de que algunos historiadores creen que Władysław Odonic había perdido Ujście y Nakło antes de su muerte). Posteriormente, luchó para recuperar territorios perdidos por la Gran Polonia. En 1241, después de la muerte de su primo Silesio, el Gran Duque Enrique II el Piadoso en la Batalla de Legnica, Premislao recuperó Poznań y Gniezno, y posteriormente consiguió conquistar también las partes de Gran Polonia anteriormente controladas por Duques de Silesia.

### Reconquista de las tierras perdidas
En 1242, Premislao I reconquistó Zbąszyń y Międzyrzecz a Boleslao II el Calvo. La presencia de Premislao en Silesia forzó la intervención del Duque Swantopolk II de Pomerania, que capturó Nakło. Aun así Premislao recuperó rápidamente el control de la zona.
A pesar de su éxito, Premislao buscó para acabar sus disputas con los Piastas de Silesia y en 1244 se casó con Isabel, hermana de Boleslao II, en el monasterio en Trzebnica. Contrariamente a sus planes, este matrimonio no calmó la situación en las fronteras entre Silesia y Gran Polonia, pero permitió a Premislao recuperar Kalisz al Duque Władyslao de Opole. No obstante, fracasó en su intento de recuperar Wieluń, que sólo sería anexionado a Gran Polonia en 1249. Las acciones contra los hijos de Enrique II el Piadoso finalizaron en 1247 con la recuperación de Santok.

### Guerra en Gran Polonia contra la oposición, lucha con los Piastas Silesios
En 1247 Przemysł  estuve forzado por los caballeros locales para dar su hermano Bolesław el distrito de Kalisz como Ducado separado, pero en política extranjera  retenga autoridad llena sobre Polonia más Grande. No sea la división final. Un año más tarde, el gobernante de Polonia más Grande aplastó la oposición por encarcelar sus dirigentes, el Castellan de Poznań Thomas de Nałęczów y sus hijos. Przemysł  Les liberé en 1250, cuándo  esté implicado en el conflicto entre Bolesław II el Bald y su hermano Konrad (marido de Przemysł I  hermana Salomea). La intervención de la Duquesa de Polonia más Grande ayudó Konrad para obtener el distrito de Głogów como su Ducado independiente propio.
En 1249 Premislao intercambié otra vez territorios con su hermano, entregándole Gniezno y convirtiéndose en duque de Poznań y Kalisz. En 1250, por razones desconocidas, Premislao hizo detener a Boleslao, convirtiéndose en el único gobernante de Gran Polonia (Poznań, Gniezno y Kalisz). Sólo en Pascua de 1253, después de la intervención de Iglesia, se produjo la reconciliación de ambos hermanos y Boleslao recibió el Ducado de Kalisz-Gniezno.
Durante la primera mitad del siglo XIII, Premislao promovió una política más pacífica, trabajando estrechamente con su cuñado Conrado I de Glogovia y casando a su hermana Eufemia con el Duque Wladislao de Opole. Recibió la ayuda de su hermano Boleslao para hacer frente a Casimiro I de Cuyavia en la lucha por Ladzka y en 1254 organizó una expedición armada contra Enrique III el Blanco, destruyendo parte de la Archidiócesis de Breslavia (Oleśnica), por lo que fue excomulgado; la pena sólo fue levantada después de que hubiera reparado los daños en las propiedades eclesiásticas. La siguiente campaña contra Enrique III tuvo lugar en septiembre de ese mismo año, pero esta vez las fuerzas combinadas de Premislao, Boleslao y Conrado evitaron dañar los bienes de la Iglesia.

### Guerra contra la expansión de Brandeburgo
En política extranjera, la principal preocupación de Premislao fue detener el expansionismo de los margraves Ascanios de Brandeburgo en el oeste. A pesar de que evitó que las tropas de Brandeburgo entraran en sus dominios (Santok en 1247, Zbąszyń en 1251 y Drezdenko en 1252), la situación permaneció tensa en la frontera occidental. Para manejar este problema, entre 1254–1255 Premislao intentó suavizar sus relaciones con la Casa de Ascania concertando el matrimonio de su hija Constanza con  Juan, hijo del Margrave Conrad (el matrimonio tendría lugar en 1260, después de la muerte de Premisñap). Sin embargo, esta estrategia resultó contraproducente, ya que los Ascanios usaron este matrimonio para reclamar derechos sobre el oeste de Gran Polonia como su "Nueva Marca".

### Poznań, capital de Gran Polonia
En 1253 Premislao escogió como su capital la ciudad de Poznań, situada en el margen izquierdo del río Varta Río. También inició la construcción del Castillo Real sobre una colina que domina la ciudad.

## Política religiosa
La línea política de Premislao estuvo basada en la cooperación cercana con la Iglesia (especialmente los Obispos de Poznań, Bogufał II y Bogufał III) lo que causó la oposición de los caballeros. En 1244 caballeros locales se rebelaron contra él e intentaron para abolir la inmunidad judicial y fiscal que disfrutaban los Obispos desde Władysław Odonic. Premislao aceptó inicialmente la petición, pero en 1252 restableció los anteriores privilegios e incluso los aumentó.
A pesar de problemas periódicos con sus súbditos laicos, Premislao contó con el apoyo de un gran grupo de consejeros, como el Gobernador de Poznań Przedpełk Łódź, el castellano de Poznań Boguchwał, el Juez Domarat Grzymalita, y el maestro de caza Pakosław Awdaniec.

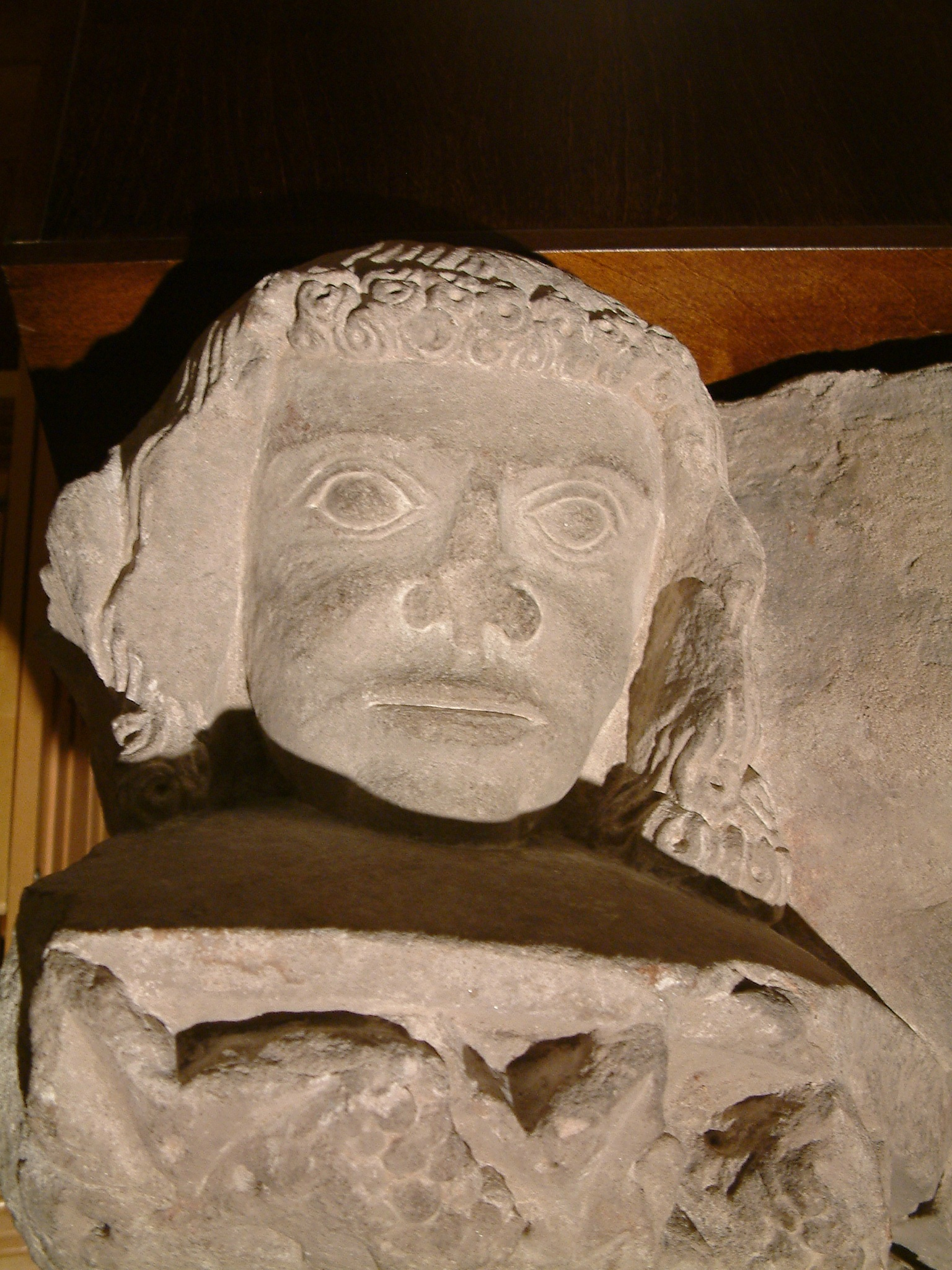
Cabeza tradicionalmente reconocida como el rostro de Premislao en la Iglesia del Sagrado Corazón de Jesus y Madre de Dios de la Consolación en Poznań.

El 8 de mayo de 1254 Premislao participó en el Congreso nacional de príncipes Piastas en Cracovia donde se acordó la canonización de San Estanislao. Entre los príncipes asistentes estaban su hermano Boleslao, Casimiro I de Cuyavia, Siemowit I de Mazovia, Wladislao de Opole y el anfitrión, Boleslao V el Casto. El establecimiento de los contactos amistosos con sus parientes resultó muy útil cuando al año siguiente, el Duque Mestwin II de Pomerania capturó el distrito de Nakło. Tras la guerra, Premisalo sólo pudo recuperar Nakło después de pagar 500 piezas de plata en 1256.

## Muerte
Premislao murió en Poznań el 4 de junio de 1257 y fue enterrado en la Catedral de Wawel. Su cabeza fue expuesta en la bóveda de la Iglesia del Sagrado Corazón de Jesús y Madre de Dios de la Consolación en Poznań. Un cuadro en el Museo Histórico del Ayuntamiento de Poznań se cree que es un relato de Premislao, pero esto ha sido cuestionado por historiadores de arte.

## Matrimonio y descendencia
En 1244 Premislao I contrajo matrimonio con Elisabeth (ca. 1232 - 16 de enero de 1265), hija de Enrique II el Piadoso, Duque de Breslavia. Tuvieron:
1. Constanza (1245/46 - 8 de octubre de 1281), casada en 1260 con Conrado, Margrave de Brandeburgo-Stendal.
2. Eufrosina (1247/50 - 17/19 de febrero de 1298), Abadesa de Santa Clara en Trzebnica.
3. Ana (1253 - después de 26 de junio de 1295), Abadesa en Owińska.
4. Eufemia (1253 - 5 de septiembre de 1298), gemela de Ana; monja en Santa Clara, Wrocław.
5. Premislao II (hijo póstumo, 14 de octubre de 1257 - 8 de febrero de 1296).

En el momento de su muerte, su mujer estaba embarazad de cinco meses. Su hermano Boleslao asumió el gobierno de todos sus dominios. Después de su nacimiento, el joven Premislao II quedó bajo la tutela de su tío hasta 1273, cuando recibió Poznań como distrito propio. Finalmente, Premislao II heredó la totalidad de Gran Polonia tras la muerte de su tío en 1279 y sería coronado Rey de Polonia en 1295. Su muerte un año más tarde significó la extinción de la rama Piasta de Gran Polonia, descendientes de Duque Mieszko III el Viejo.